# Smoby
Smoby — французский производитель игрушек.

## История создания компании
Компания основана в 1924 году под названием Moquin-Breuil и специализировалась на изготовлении трубок для курения табака. В 1940-х годах семейный бизнес был переориентирован на дизайн пластмассовых предметов для дома. В 1970 году компания берёт название Smoby и начинает заниматься производством детских игрушек.

## Развитие компании
Первым был выкуплен французский бренд Superjouet. Это принесло дополнительную популярность и прибыль. Окрыленные успехом, в 1990-х годах руководители компании решили приобрести заводы компании Ecoiffier. С тех пор это стал главный бренд компании. Выполненные из хорошего пластика игрушки пользовались успехом в Европе. Под брендом Smoby выпускаются игрушки из высокопрочного пластика, который выдерживает морозы до −25 градусов.
В 2003 году компания приобрела Majorette-Solido (англ.), под маркой которого производят игрушечные машинки и мотоциклы. В 2005 году компания Berchet так же вошла в состав Smoby. Под маркой Berchet производились пластиковые домики и горки, которые впоследствии стали выпускаться под брендом Smoby.

## Продажа компании
В 2007 году компания получила большие убытки (около 277 млн.) и руководство было вынуждено продать свои активы. После долгих судебных тяжб, в 2008 году компанию приобрела немецкая Simba Dickie Group. В настоящее время компания Simba Dickie Group является эксклюзивным дистрибьютором Smoby в России.

## Категории товаров
С каждым годом компания увеличивает многообразие игрушек для мальчиков и девочек, расширяя ассортимент своей продукции. Многолетний опыт производства под данной маркой сказывается на превосходном качестве исполнения, использовании передовых технологий и только нетоксичных экологически безопасных материалов.
Под брендом Смоби выпускаются педальные тракторы с прицепами и велосипеды для малышей, отличающиеся отличным качеством, надёжностью и интересным дизайном. Также предлагаются различные каталки для маленьких исследователей, исполненные как развивающие, например, каталки-сортеры. Непоседливых ребят не оставят равнодушными популярные беговелы, трёхколёсные и двухколёсные самокаты, оформленные в мультяшном стиле, каталки-квадроциклы.
Большой популярностью среди ребят пользуются разные развлекательные мини-комплексы и игровые надувные центры, горки различной высоты, большие коттеджи с обустроенным интерьером и домики, внутри которых дети могут прятаться и играть, а также столики для пикников. Компания выпускает различные песочницы, которые можно устанавливать как в помещении, так и на улице. Родители по всему миру доверяют высокой прочности материалов и надёжной конструкции таких установок.
Мальчиков можно порадовать всевозможными машинками, исполненными в виде зверушек и героев популярных мультиков, наборы инструментов, в каждом из которых ребёнок узнаёт настоящие мастеровые предметы, столы и стойки в виде мастерских. Для мальчиков, девочек и даже взрослых людей данный бренд выпускает устойчивые высококачественные столы с классическими играми, такие как футбол, хоккей или бильярд.
Для сюжетно-ролевых игр под брендом Smoby производятся прекрасные детские кухни Смоби и супермаркеты, оснащённые различным функционалом, парты со стульями, доски для письма и рисования, лицензионная бытовая техника, имитирующая марку Tefal, наборы для уборки, также копирующие комплекты узнаваемого бренда Zanussi.
Девочек приведут в восторг шикарные прогулочные коляски для кукол, куклы, колыбели, танцевальные коврики Winx, студии красоты и моды, туалетные столики, некоторые из которых стилизованы под героев мультфильмов Диснея. Также девочку порадуют наборы с пупсами, тележки доктора и ветеринара.
Для малышей можно подобрать всевозможные развивающие сортеры, цилиндры с шариками, подвески на кроватку и мобили, игровые центры для купания, логические пирамидки, музыкальные инструменты. Огромный ассортимент выпускаемых и представленных здесь товаров, сделанных с любовью и заботой о детях, позволяет подобрать самую подходящую игрушку, способную вызвать у ребёнка радость и по-настоящему увлечь его интересной игрой.